# Dorothy Tree
Dorothy Tree est une actrice américaine, de son vrai nom Dorothy Estelle Triebitz, née à New York — arrondissement de Brooklyn (État de New York, États-Unis) le 21 mai 1906, décédée à Englewood (New Jersey, États-Unis) le 13 février 1992.
Victime du maccarthisme en 1952, elle entame alors une seconde carrière comme professeur de diction, sous le nom de Dorothy Uris, et publie quatre livres à ce titre.

## Biographie
Sous le pseudonyme de Dorothy Tree, elle débute au théâtre à Broadway en 1927, jouant sur les planches new-yorkaises dans six pièces, la dernière en 1936.
Au cinéma, elle participe à quarante-huit films américains, le premier en 1927 (son unique muet), les suivants de 1931 à 1951. Un de ses rôles les mieux connus est celui de l'épouse de Louis Calhern (Emmerich) dans Quand la ville dort de John Huston, sorti en 1950.
Elle apparaît brièvement à la télévision, dans une série dévolue au théâtre (The Silver Theatre, un épisode, diffusé en 1950).
En 1952, elle et son mari Michael Uris (1902-1967) — scénariste et éditeur — sont victimes du maccarthysme, l'actrice étant alors mise sur la liste noire des artistes à Hollywood. Sous son nom d'épouse de Dorothy Uris, elle commence une nouvelle carrière de pédagogue et enseigne la diction à New York (où le couple s'est installé), en particulier dans le domaine du chant (elle collabore notamment avec le Metropolitan Opera). Entre 1960 et 1979, elle publie quatre livres sur ce sujet (voir la bibliographie ci-dessous).

## Théâtre
Pièces jouées à Broadway
- 1927 : The Triumphant Bachelor d'Owen Davis, production et mise en scène de David Burton, avec Raymond Walburn
- 1927-1928 : The Marquise de Noël Coward, mise en scène de David Burton, avec Billie Burke, Arthur Byron, Madge Evans, Reginald Owen
- 1928-1929 : Holiday de Philip Barry, avec Donald Ogden Stewart
- 1930 : Le Marchand de Venise (The Merchant of Venice) de William Shakespeare, avec Selena Royle
- 1932 : Clear All Wires de Bella et Sam Spewack, production et mise en scène d'Herman Shumlin, avec Thomas Mitchell, Philip Tonge
- 1936 : Bright Honor d'Henry R. Misrock, avec Leon Ames

## Filmographie partielle
- 1927 : Le Coup de foudre (It) de Clarence G. Badger et Josef von Sternberg
- 1931 : Dracula de Tod Browning
- 1932 : La vie commence (Life begins) de James Flood et Elliott Nugent
- 1934 : The Case of the Howling Dog d'Alan Crosland
- 1934 : Voici la marine (Here comes the Navy) de Lloyd Bacon
- 1934 : The Dragoon Murder Case d'H. Bruce Humberstone

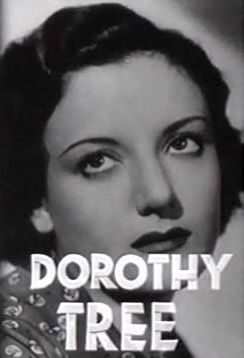
Dans The Firebird (1934)

- 1934 : L'Oiseau de feu (The Firebird) de William Dieterle
- 1935 : La Dame en rouge (The Woman in Red) de Robert Florey
- 1935 : While the Patient Slept de Ray Enright : Mittie Federie
- 1935 : Ultime Forfait (Four Hours to kill !) de Mitchell Leisen
- 1936 : Le Fils du désert (Three Godfathers) de Richard Boleslawski
- 1937 : Femmes marquées (Marked Woman) de Lloyd Bacon
- 1937 : Le Grand Garrick (The Great Garrick) de James Whale
- 1938 : La Femme aux cigarettes blondes (Trade Winds) de Tay Garnett
- 1938 : Tempête sur le Bengale (Storm Over Bengal) de Sidney Salkow
- 1938 : Vacances payées (Having Wonderful Time) d'Alfred Santell
- 1939 : Le Mystère de Mr Wong de William Nigh : Valerie Edwards
- 1939 : Les Aveux d'un espion nazi (Confessions of a Nazi Spy) d'Anatole Litvak
- 1939 : Zaza de George Cukor
- 1939 : Charlie Chan in City in Darkness (en) d'Herbert I. Leeds
- 1939 : Le Gangster espion (Television Spy) d'Edward Dmytryk
- 1939 : Femme du monde (Cafe Society) d'Edward H. Griffith
- 1940 : Knute Rockne, All American de Lloyd Bacon
- 1940 : Abraham Lincoln (Abe Lincoln in Illinois) de John Cromwell
- 1942 : Nazi Agent de Jules Dassin
- 1942 : Hitler - Dead or Alive de Nick Grinde
- 1943 : L'Ange des ténèbres (Edge of Darkness) de Lewis Milestone
- 1943 : Crime Doctor de Michael Gordon
- 1944 : Casanova le petit (Casanova Brown) de Sam Wood
- 1950 : Quand la ville dort (The Asphalt Jungle) de John Huston
- 1950 : C'étaient des hommes (The Men) de Fred Zinnemann
- 1950 : Ma vie à moi (A Life of Her Own) de George Cukor
- 1950 : La Flamme qui s'éteint (No Sad Songs for Me) de Rudolph Maté
- 1951 : The Family Secret d'Henry Levin